# Ingrid Steen
Ingrid Steen   (Trondheim, 12 de desembre de 1967) és una exjugadora d'handbol noruega que va competir durant les dècades de 1980 i 1990.
El 1988 va prendre part en els Jocs Olímpics de Seül, on guanyà la medalla de plata en la competició d'handbol. Quatre anys més tard, als Jocs de Barcelona, revalidà la medalla de plata. En el seu palmarès també destaca una medalla de bronze al campionat del món d'handbol de 1993 i una de bronze al campionat d'Europa d'handbol de 1994. Entre 1984 i 1994 jugà un total de 161 partits i marcà 588 gols amb la selecció nacional.
A nivell de clubs jugà al Sverresborg IF, IL Vestar, Byåsen HE, Bækkelagets SK i Stabæk Håndball. Guanyà dues lligues i dues copes noruegues.